# 大島蓼太
大島 蓼太（おおしま りょうた、享保3年（1718年） - 天明7年9月7日（1787年10月17日））は、江戸時代の俳人。本姓は吉川。諱は陽喬、通称は平助、雅号は雪中庵、里席、宜来、老鳥、豊来、空摩など多数。与謝蕪村、加舎白雄などと共に中興五傑の一人。

## 生涯
信濃国伊那郡本郷村（現長野県上伊那郡飯島町）生まれ。幼時に一家で江戸に出て、幕府の御用縫物師を務めた。
元文5年（1740年）雪中庵二世桜井吏登の門人となり俳諧を学ぶ。松尾芭蕉追慕の念から、寛保2年（1742年）『奥の細道』を吟行するため奥羽行脚に旅立ち、その翌年、郷里の飯島に立ち寄り、与田切川の河畔に現地の門人らと「雪塚」を建立した。
延享4年（1747年）雪中庵を継承し三世となる。芭蕉への回帰を唱えてその研究と顕彰に努め、三千余人の門人を有した。また江戸座宗匠の旧態を批判し、一大勢力を築いた。
没後は深川の要津寺に葬られた。

## 著作
- 雪おろし
- 芭蕉句解
- 蓼太句集（代表句「世の中は三日見ぬ間に桜かな」を収録。蓼太の句は、いつの間にか桜が咲いていたということを詠んだものであるが、「三日見ぬ間の」と誤伝され流布し、世の中を三日見ない間に散ってしまう桜に例える意となった[1]。 ）
- ほうぐ袋
- 七柏集
- 春の月